# Ken Paisli
Ken Paisli (1970) è uno scrittore e giornalista neozelandese appartenente allo stile di Gonzo journalism.

## Biografia
Ken Paisli è nato nel 1970 in Nuova Zelanda.
Diventato giornalista, per dieci anni ha scritto di musica rock, alternando anche articoli con tematiche di altro genere.
Il suo modo di scrivere lo fa entrare nella categoria del "gonzo journalism", stile giornalistico ideato da Hunter Thompson, di cui si dichiara erede definendosi, a quanto pare, "re del gonzo journalism".
Vive fra Dublino e Auckland, però non si fa vedere in giro, non rilascia interviste e non va alle presentazioni dei suoi libri.
L'unica immagine pubblica che si ha del personaggio lo ritrae con un passamontagna e degli occhiali da sole che lo rendono irriconoscibile. Questo è il suo modo di protestare contro l'attuale società che prende più in considerazione l'apparire piuttosto che la cultura e le radici delle persone. "Solo se vai in tv o in pubbliche apparizioni sembri legittimato ad esistere. Non ci sto" dice Paisli, il quale con quell'unica foto pubblica vuole rappresentare un po' tutte le persone che non vengono mai inquadrate, fotografate e di conseguenza ascoltate.
In Italia è stato pubblicato da Chinaski edizioni, casa editrice con la quale sono usciti cinque suoi libri e da Il Castello Editore.
Nel luglio 2009, il libro "Michael Jackson Dossier" è stato ristampato con un aggiornamento dell'autore ottenendo un notevole successo. In Italia, il libro è rimasto nella top venti dei libri più venduti del paese per diverse settimane.
Nel gennaio del 2016 è uscito il primo romanzo di Paisli, Bad Obsession, una storia rock noir hard boiled.
Nel 2020 l'autore ha pubblicato Ozzy - La Storia, che copre tutta la lunga carriera di Ozzy Osbourne.

## Opere
- 2005 – Guns 'n Roses - The Truth
- 2006 – Michael Jackson Dossier - la vita, gli scandali, il processo
- 2007 – Solo Ozzy
- 2011 – AXL-La sconvolgente biografia del leader dei Guns N'Roses
- 2016 – Bad Obsession
- 2020 – Ozzy - La Storia